# Andrä von Graben
Andrä von Graben (* auf Schloss Kornberg; † 14. April 1556 auf Obermarburg) war ein steirischer Edelmann und Verwalter aus dem Geschlecht der Herren von Graben. Als letztes männliches Familienmitglied der Kornberger Linie besaß er deren weitverstreuten Besitz in der Steiermark. Er war Herr von Kornberg, Marburg, der Obermarburg, (Ober-)Radkersburg (Schloss Oberradkersburg), Riegersburg, Rohrbach, Grabenhofen, Liechtenberg und Krottenhofen.

## Biografie

### Herkunft und Familie
Andrä von Graben war ein Sohn des protestantischen Edelmannes Wilhelm von Graben, und ein Enkelsohn des katholischen Adeligen Ulrich III. von Graben, Landeshauptmann der Steiermark. Andrä selbst war gleich seines Vaters von protestantischer Gesinnung. Im Jahre 1536 heiratete er Polirena von Reichenburg. Dieser Ehe entsprangen keine Kinder.

### Tätigkeit
Die Familie des Andrä von Graben, die edelfreien Herren von Graben besaßen Kornberg, seitdem es Ulrich II. von Graben im Jahre 1328 für seine Familie erwerben konnte. Dessen Nachkommen, sowie auch Andrä, bauten die Befestigungsanlagen des Schlosses weiter aus.
1510 wurde Andrä von Graben für drei Jahre zum Amtmann von Windischgrätz ernannt. Er war auch Inhaber des landesfürstlichen Lehen Riegersburg, welches er aber durch eigenes Versäumnis zu erneuern vergaß. Es ist somit dem Landesfürsten als ein erledigtes Lehen heimgefallen. Gleichfalls stand er in Besitz von Gut Alt-Grabenhofen und eventuell anderen Gütern Am Graben in Graz, welche die Kornberger Linie seitens der mit Reinprecht IV. vom Graben um 1468 ausgestorbenen Konradinische Linie der Herren von Graben Am Graben erbte. Bei einer Güterschätzung im Jahre 1542 scheint er neben seinem älteren, im Folgejahr kinderlos verstorbenen, Bruder Georg Siegmund von Graben auf.

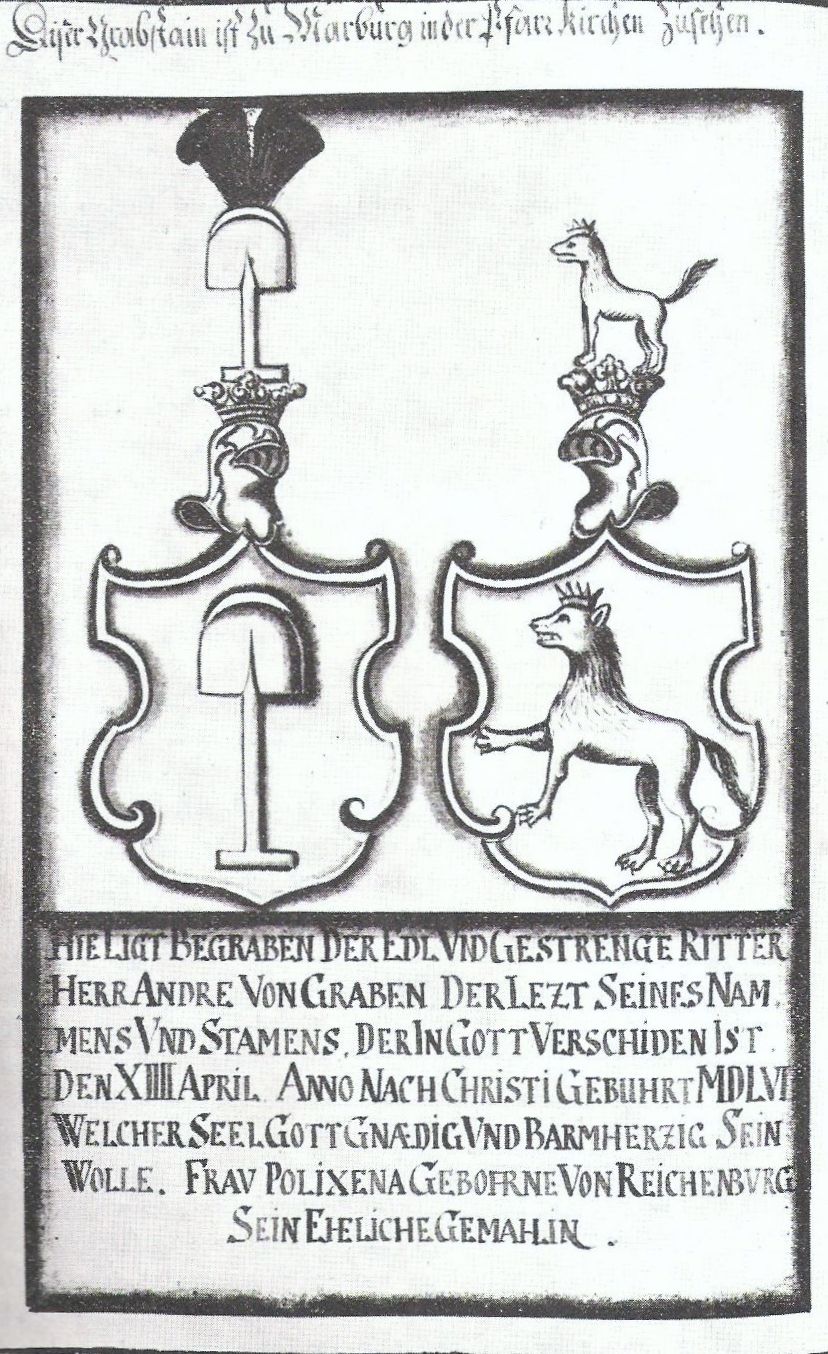
Inschrift des Andrä von Graben und der Polirena von Reichenburg, Stift Rein (Andräs Begräbnisstätte befindet sich aber in (Ober-)Marburg) oder (Ober-)Radkersburg

Andrä von Graben vermachte schon im Jahre 1543 die „Veste und das Geschloß Khornberg“ seinem Vetter Helfrich von Kainach. 1548 scheint er von all seinen Gütern nur noch die Herrschaften Kornberg und Marburg innegehabt zu haben. Nach Andräs Tod im Jahre 1556 traten seine Witwe Polirena und hernach seine Schwester Anna von Graben als Erben der Herrschaft Marburg, der Obermarburg, dem Schloss Marburg und der Herrschaft Kornberg an. In weiterer Folge [im Jahre 1564] wurde Kornberg den Herren von Stadl zugesprochen. Obermarburg fiel Hans von Kainach zu, der es auf Abrechnung innehatte.
Andrä von Graben liegt in Marburg begraben. Der Grabstein aus rotem Marmor zeigt uns sein Wappen, das in heraldischer Sprache folgendermaßen beschrieben wird: Im roten Schilde ein silbernes, auf den Griff gestelltes Grabscheit, mit golden beschlagenem Stichblatt. eine andere Quelle spricht von der Pfarrkirche Radkersburg.